# ほくせつ医療生活協同組合
ほくせつ医療生活協同組合（ほくせついりょうせいかつきょうどうくみあい）は、大阪府豊中市玉井町に本部を置く医療生協である。

## 概要
1医科診療所、3介護事業所、１組合員健康増進促進施設を擁する。
全日本民主医療機関連合会(民医連)に加盟している。

## 沿革
- 1953年 - 豊中診療所開設。
- 1978年 - 豊中医療生協発足。
- 2008年 - 豊中市・池田市・吹田市・箕面市・豊能町・能勢町の4市2町に定款エリアを広げた。
- 2009年 - ほくせつ医療生活協同組合に名称を変更。

## 医科診療所

### 豊中診療所
所在地 - 大阪府豊中市玉井町1-10-6
標榜診療科 - 内科,小児科
- 小児予防接種外来（毎週金曜日14時～15時30分）

- 訪問診療（月曜日, 火曜日,水曜日,金曜日14時～16時）
- 無料定額診療事業を実施している[3]。

## 介護事業所
- 豊中診療所デイケアセンター - 豊中診療所併設[4]
- ほくせつ医療生協ヘルパーステーション - 豊中市玉井町1-10-6 4F[4]
- ほくせつ医療生協ケアプランセンター - 豊中診療所併設[4]

## その他施設
- 健康づくりセンターたまい - 大阪府豊中市玉井町1-8-22
  - 小林陽子さんと歌おう♪  こころのうたをうたう会
  - 笑いヨガ教室

## 交通アクセス(豊中診療所)
- 阪急宝塚本線「豊中駅」より徒歩約1分[5]